# Comuna Aitos, Burgas
Aitos (în bulgară Община Айтос) este o comună în regiunea Burgas din Bulgaria. Cuprinde un număr de 17 localități (orașul Aitos care este reședința și 16 sate):
| - Aitos (reședința) - Dreankoveț - Zetiovo - Karageorgievo - Karanovo - Leaskovo - Malka Poleana - Măglen - Peștersko - Pirne | - Poleanovo - Raklinovo - Sădievo - Topolița - Cerna Mogila - Cernograd - Ciukarka |

## Demografie
Componența etnică a obștinei Aitos
     Romi (10,8%)
     Turci (30,55%)
     Bulgari (48,26%)
     Nicio identificare (10,09%)
     Altele (0,26%)
La recensământul din 2011, populația comunei Aitos era de 28.687 locuitori. Nu există o etnie majoritară, locuitorii fiind romi (10,8%), turci (30,55%) și bulgari (48,26%).. Pentru 10,09% din locuitori nu este cunoscută apartenența etnică.